# Didymostoma aurotinctalis
Didymostoma aurotinctalis är en fjärilsart som beskrevs av George Francis Hampson 1898. Didymostoma aurotinctalis ingår i släktet Didymostoma och familjen Crambidae. Inga underarter finns listade i Catalogue of Life.